# عودة إلى الأرض
العودة إلى الأرض هو الألبوم الحادي عشر الذي أصدره المغني وكاتب الأغاني البريطاني يوسف إسلام، أو كات ستيفنس. وهو الألبوم الأول الذي سجله بعد إسلامه حتى إصداره لألبوم The Laughing Apple في سبتمبر 2017.

## وصلات خارجية
- عودة إلى الأرض على موقع أول موفي (الإنجليزية)